# Невігластво

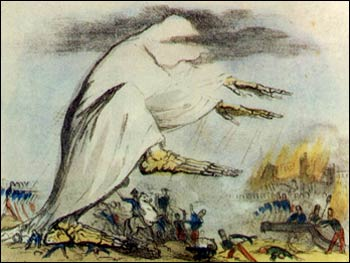
До розвитку теорії мікробів багато людей необізнано вірили, що хвороби поширюються через «погане повітря», як зображено в цій ілюстрації 1831 року Робертом Сеймуром

Невігластво — це брак знань та інформації, необізнаність. Слово «невіглас» — це іменник, котрий описує людину в стані несвідомості або навіть когнітивного дисонансу та інших пізнавальних відносин і може описувати осіб, які свідомо ігнорують або нехтують важливою інформацією чи фактами, або осіб, які не знають важливої інформації або фактів. Невігластво може проявлятися у трьох різних типах: фактична необізнаність (відсутність знань про якийсь факт), об'єктивна необізнаність (незнайомство з якимось об'єктом) та технічна необізнаність (відсутність знань, як щось робити).

## Наслідки
Невігластво може мати негативний вплив на людей і суспільства, але може також принести їм користь, створивши в них бажання знати більше. Наприклад, незнання всередині науки відкриває можливість шукати знання та робити відкриття, задаючи нові запитання. Хоча це може мати місце лише в тому випадку, якщо людина володіє цікавим розумом.
Дослідження свідчать про те, що дорослі з адекватною освітою, які виконують збагачувальні та складні роботи, щасливіші та більше контролюють своє оточення. Впевненість, яку дорослі здобувають завдяки почуттю контролю, який забезпечує освіта, дозволяє цим дорослим здобути більше керівних посад і шукати влади протягом свого життя.
У 1984 році автор Томас Пінчон зауважив:
Ми часто не знаємо про масштаби та структуру нашого невігластва. Невігластво — це не просто порожнє місце на ментальній карті людини. Він має контури та узгодженість, і, як я все знаю, правила експлуатації. Отже, як наслідок того, щоб писати про те, що ми знаємо, можливо, нам слід додати ознайомлення з нашим незнанням та можливостями в ньому, щоб зруйнувати гарну історію.— 

## Подальше читання
- Гігеренцер, Герд і Гарсія-Ретамеро, Росіо. Шкода Кассандри: Психологія не хочу знати [Архівовано 21 жовтня 2021 у Wayback Machine.] (березень 2017), Психологічний огляд, 2017 рік, Т. 124, № 2, 179—196. У статті пропонується теорія жалю про навмисне незнання. Коротке обговорення [Архівовано 24 грудня 2018 у Wayback Machine.] статті на вебсайті Американської психологічної асоціації (APA).